# Synagoge zum Weißen Storch

Die Synagoge in der ul. Pawła Włodkowica 7

Die Synagoge zum Weißen Storch, polnisch Synagoga pod Białym Bocianem, ist die größere der beiden wiedereröffneten Breslauer Synagogen (Polen).
Erbaut in den Jahren 1827 bis 1829 durch Carl Ferdinand Langhans, gehörte sie bis 1872 zum liberalen, danach bis zu den Novemberpogromen 1938 und noch bis 1941 zum konservativen Judentum. Bis Ende des Zweiten Weltkriegs diente sie als Garage und Lager für geraubtes Eigentum von Juden. Nach umfassender Renovierung wurde das ehemalige Gotteshaus im Mai 2010 als Veranstaltungszentrum neu eröffnet. Die Synagoge zum Weißen Storch bildet zusammen mit der orthodoxen sowie der katholischen und evangelischen Kirche den Kulturpfad der Vier Tempel. Das Viertel wird auch als Toleranzviertel, Vier-Tempel-Viertel oder Viertel der gegenseitigen Achtung bezeichnet. In diesem Rahmen gibt es ein gemeinsames Programm von Kultur- und Bildungsveranstaltungen, das von der Stadtverwaltung unterstützt wird.

## Geschichte der Synagoge zum Weißen Storch
Breslau und seine jüdische Bevölkerung blicken auf eine über 800-jährige Stadtgeschichte zurück. Breslau wurde in seiner Geschichte durch unterschiedliche staatliche Zugehörigkeiten geprägt und ist immer schon ein Ort gewesen, an dem Menschen verschiedener Nationen, Kulturen und Konfessionen lebten.
Nachdem Schlesien durch Preußen in drei schlesischen Kriegen erobert worden war, begann das goldene Zeitalter der deutschen Juden in Breslau. Die jüdische Bevölkerung Breslaus zählte von 1925 an bis zum Jahr 1945 ca. 23.000 Personen, darunter bekannte Künstler, Wissenschaftler, Politiker und Kaufleute. Das machte Breslau zur drittgrößten jüdischen Gemeinde in Deutschland. Seit 1854 war Breslau Sitz des berühmten Jüdisch-Theologischen Seminars, dem ersten Rabbinerseminar Preußens, in dem orthodoxe und reformierte Lehrer und Rabbiner ausgebildet wurden. Die Anwesenheit von Juden – unterbrochen durch Verfolgung und Vertreibung – hatte eine wesentliche Bedeutung für die Stadt und ihre wirtschaftliche Entwicklung. Diskriminierung und Isolierung konnten über Jahrzehnte hinweg den völligen Ausschluss der Juden aus dem politischen und kulturellen Leben der Stadt nicht verhindern. Die Synagoge zum Weißen Storch ist ein Zeugnis dieser Geschichte.
Früher hatte sich auf dem Gelände der Antonienstraße 35, auf dem die Synagoge gebaut wurde, die Schenke „Zum Weißen Storch“ befunden, von dem die Synagoge vermutlich ihren Namen hat. Es gibt jedoch auch andere Quellen, die sagen, der Name wurde von einer naheliegenden Gerberei abgeleitet, die einer Familie Storch gehört hatte.

### Erste Pläne zum Bau der Synagoge
Die Idee für den Bau einer zentralen Synagoge entstand 1790, als der dirigierende Minister für Schlesien, Graf Karl Georg von Hoym, den Bau einer öffentlichen Synagoge für Breslau vorschlug. Sie sollte der gesamten jüdischen Gemeinde dienen, bei gleichzeitiger Schließung aller privaten Synagogen und Gebetshäuser in der Stadt. Die Zentralisierung sollte wohl die Kontrolle der jüdischen Gemeinde erleichtern. Der Plan wurde jedoch wegen des Widerstands der orthodoxen Juden nicht umgesetzt.
1796 fand aber die Eröffnung einer Reformsynagoge, nämlich der Synagoge zum Tempel in der Antonienstraße 30 (heute ul. św. Antoniego), errichtet durch die Gesellschaft der Brüder, statt. 1817 veranlasste eine erhebliche Mietsteigerung, dass der Gottesdienst vorübergehend privat abgehalten und langfristig ein größeres Gotteshaus geplant werden musste.

### Beginn des Bauvorhabens
Im August 1819 schickte das in Berlin ansässige Innenministerium im Namen König Friedrich Wilhelms III. einen Brief, in dem es ausdrücklich den Bau einer großen, öffentlichen Synagoge und die Schließung kleiner Gebetshäuser ohne gültige Konzessionen forderte. Nach langen Konsultationen und Debatten weigerte sich der Gemeinderat, der königlichen Forderung nachzukommen.
Am 2. April 1820 schickte die jüdische Gemeinde einen Brief an den Polizeipräsidenten von Breslau, in dem sie die Gründe für die Weigerung, der königlichen Aufforderung nachzukommen, erklärte. Das Problem waren der Mangel an Mitteln für den Bau sowie ungeregelte Fragen zum Judentum in der Verfassung, die in der Verordnung von 1812 angekündigt wurden. Als Antwort auf das Schreiben der Gemeinde wurde diesmal nachdrücklich gefordert, innerhalb von zwei Jahren eine neue Synagoge zu errichten.
Bald darauf begann eine Spendenaktion. 9812 Taler wurden gesammelt, von denen 6777 von der liberalen Gesellschaft der Brüder und der Rest von den Mitgliedern von acht kleinen orthodoxen Betgemeinschaften gespendet wurden, unterstützt von Rabbiner Salomo Tiktin. Die meisten orthodoxen Gläubigen waren jedoch gegen den Bau der Synagoge und unterstützten ihn nicht. Die Mittel waren daher nicht ausreichend, um den Baubeginn zu ermöglichen.
1819 wurde der architektonische Plan erstellt und von der Bauverwaltung akzeptiert. Im Dezember 1820 wurden Ratenverkäufe von Sitzplätzen in der zukünftigen Synagoge eingeführt, was den Geldbetrag für den Bau des Gebäudes erhöhte. Bald darauf begannen die Verhandlungen mit Jakob Philipp Silberstein, einem Kaufmann, der ein Baugrundstück in der Antonienstraße unter der Hausnummer 35 besaß. Silberstein war Mitglied der Gemeinde und möglicherweise auch der Gesellschaft der Brüder. Der Bau konnte begonnen werden.
Aufgrund des Widerstands der Mehrheit ihrer Mitglieder setzte im Juni 1821 der Vorstand der jüdischen Gemeinde den Bau der Synagoge erneut aus. Der Grund dafür war wahrscheinlich eine zu große Vielfalt an religiösen Ansichten und ein Mangel an Einheit in der jüdischen Gemeinde.
1826 wurde die Absicht, eine große und repräsentative Synagoge zu bauen, wiederbelebt, diesmal durch die Mitglieder der Gesellschaft der Brüder. Wahrscheinlich war das Auslaufen des Mietvertrages ihrer Tempel-Synagoge im Jahr 1817 Grund dafür.
Die Bauarbeiten begannen 1827 auf dem Ende 1820 erworbenen Grundstück an der Antonienstraße. Von Baubeginn bis Mai 1828 wurden die Bauarbeiten vom Maurermeister Schindler und nach seinem Tod vom Maurermeister Tschoke geleitet. Die gesamte Arbeit wurde vom Bauleiter Thiele betreut.
Am 23. April 1829 wurde die Synagoge offiziell eröffnet, der erste Gottesdienst fand 13 Tage zuvor am 10. April statt. Seitdem fungierte sie als private Synagoge für Mitglieder der Gesellschaft der Brüder.

### Von liberal zu orthodox
Trotz der Kritik von Vertretern der jüdischen Orthodoxie an der liberalen Kultusordnung wuchs die Zahl der Gemeindemitglieder mit der Zeit immer stärker. Im Jahr der Wahl Abraham Geigers zum Oberrabbiner (1843) ging die Privatsynagoge an den neugegründeten Synagogenverein in Breslau über, wobei sich die Gesellschaft der Brüder vorbehielt, Trauerfeiern für verstorbene Mitglieder weiterhin unentgeltlich halten zu dürfen. Als die liberale Gemeinde in Breslau schließlich so viel Zulauf erhielt, dass sie ein neues Gotteshaus benötigte und 1872 ihre Neue Synagoge am Anger bezogen hatte, wurde die einstige liberale Synagoge zum Weißen Storch nun die Hauptsynagoge der orthodoxen jüdischen Tiktin-Gemeinde.
Die Synagoge zum Weißen Storch musste an die veränderten religiösen Bedingungen des orthodoxen Ritus angepasst werden. Zum Beispiel musste die Trennung der Geschlechter während des Gebets gewährleistet werden. So wurden drei Treppenhäuser angelegt, die es möglich machten, zu den Frauen-Emporen zu gelangen. 1907 wurden Umbauarbeiten von Paul und Richard Ehrlich durchgeführt. Weitere Änderungen am Gebäude fanden anlässlich des 100. Jahrestags 1929 statt. Die Synagoge wurde radikal modernisiert, die Fassade aufgefrischt, eine Zentralheizung installiert und die elektrische Beleuchtung erneuert.

### In der NS-Zeit
Während der Novemberpogrome am 9. November 1938 blieb die Synagoge zum Weißen Storch als einzige Synagoge fast vollkommen unbeschädigt. Die Nähe zu den umliegenden Gebäuden schützte das Gebäude. Ein Feuer, so befürchteten die Nationalsozialisten, würde sich schnell auf die umliegenden Gebäude ausweiten. Die Neue Synagoge am Anger hingegen wurde vollkommen zerstört. Dass eine der größten Synagogen in Europa in Flammen aufging, war ein einschneidendes und zutiefst schmerzliches Erlebnis für die Breslauer jüdische Gemeinschaft ebenso wie für viele Juden in aller Welt.
Während des Krieges wurde der Innenhof der Synagoge zum Weißen Storch als „Umschlagplatz“ genutzt. Mit dem zynischen Begriff Umschlagplatz wurde ein Sammelplatz für Juden bezeichnet, die von hier aus in die Todeslager deportiert wurden. Etwa die Hälfte der Breslauer Juden konnte vor ihrer Verhaftung aus Deutschland fliehen. Die meisten der Zurückgebliebenen, aber auch viele, die sich in die später von Deutschen besetzten Nachbarländer gerettet hatten, wurden in Konzentrationslagern ermordet. Die Synagoge wurde von den Nationalsozialisten als Garage und als Lager für das gestohlene jüdische Eigentum genutzt.

### Eine polnische Synagoge
Am 13. August 1945 bat das Jüdische Komitee Breslaus, als Vertreterin der überlebenden polnischen Juden, die sich nach dem Krieg dort niederließen, den Bürgermeister der Stadt, Aleksander Wachniewski, um die Rückgabe der Synagoge, die damals von der Miliz besetzt war. Nach der Wiedererlangung renovierte das Komitee das Gebäude und baute es wieder als Gotteshaus um.
Nachfolgende Wellen jüdischer Auswanderung aus Polen, Diskriminierung durch die kommunistischen Behörden und Vandalismus durch „nicht identifizierte Personen“ trugen zur allmählichen Verschlechterung des Gebäudes bei. In den sechziger Jahren diente die Synagoge als Gebetshaus und Treffpunkt für die wenigen noch in Breslau lebenden Juden. Die kommunistischen Behörden schlossen die Synagoge 1966 und behaupteten, dass sie eine öffentliche Gefahr sei.
Die Israelitische Gemeinde in Breslau intervenierte ein Jahr später und erhielt die Erlaubnis, den unteren Teil der Synagoge für bestimmte Feiertage nutzen zu dürfen.

### Antisemitische Kampagne von 1968
Das Jahr 1968 markierte einen weiteren dramatischen Moment in der Geschichte der jüdischen Gemeinde und ihrer Synagoge. Die letzte Welle der Auswanderung, die durch die antisemitische Kampagne der kommunistischen Behörden ausgelöst wurde, beendete die Gottesdienste in der Synagoge.
1974 wurde die Synagoge von der Regierung beschlagnahmt. Sie wurde an die Universität Breslau übergeben und sollte in eine Bibliothek und Hörsäle umgewandelt werden. Der Umbau begann 1976, wurde aber bald aufgegeben. Das Gebäude wurde dem Verfall preisgegeben. Nach 1984 wurde es dem Zentrum für Kultur und Kunst der Stadt übergeben, mit Plänen für die Nutzung als Veranstaltungsort für künstlerische Aufführungen. Die anhaltende Verwüstung – vor allem durch zwei Brände – führt zu einem weiteren Besitzerwechsel. 1989 plante die Musikakademie Breslaus den Umbau des Gebäudes in einen Konzertsaal. Der Wiederaufbau wurde kurz nach dem Entfernen des Daches gestoppt und das verlassene Gebäude verfiel zu Ruine. Es wurde 1992 von einem privaten Eigentümer übernommen.

### Demokratie
Trotz der politischen Veränderungen 1989 und der positiven Einstellung der neuen, demokratischen lokalen und nationalen Behörden mussten noch einige Jahre vergehen, bis die Synagoge zum Weißen Storch an ihren rechtmäßigen Besitzer, die jüdische Gemeinde Breslaus, zurückgegeben wurde. Kardinal Henryk Gulbinowicz, ehemaliger Erzbischof von Breslau (und im November 2020 wenige Tage vor seinem Tod vom Vatikan mit Disziplinarstrafen wegen Kindesmissbrauchs belegt), überzeugte das Ministerium für Kultur und nationales Erbe davon, das Gebäude von dem privaten Eigentümer zu kaufen und es am 10. April 1996 an die wiedergeborene jüdische Religionsgemeinschaft in Breslau zurückzugeben.
Einer der ersten, der den historischen Wert der Erhaltung der Synagoge zum Weißen Storch erkannte, war Eric F. Bowes, ein Jude aus Breslau, der leider verstarb, bevor der Wiederaufbau abgeschlossen war. Der erste Neujahrsgottesdienst (Rosch ha-Schana) fand im September 1995 in der noch zerstörten Synagoge statt.

## Restaurierungsprozess

### Wiederherstellung durch die jüdische Gemeinde Wrocławs
Im Mai 1996 begann der Restaurierungsprozess unter der Leitung von Anna Kościuk, der leitenden Architektin während der gesamten Zeit. Im Mittelpunkt der Arbeiten stand der Austausch des Daches, der von der Stiftung für deutsch-polnische Zusammenarbeit finanziert wurde. Die Pläne für eine weitere Renovierung basierten auf bestehenden Bogenillustrationen. Im Jahr 1998 wurde die dritte Phase der Renovierung durch die KGHM Polska Miedź S.A., die Ronald S. Lauder Foundation und die Stadt Breslau finanziert.
Im November 1998, 60 Jahre nach der Kristallnacht, fand in der Synagoge eine besondere Gedenkfeier statt. Der Chor der Synagoge zum Weißen Storch unter der Leitung von Stanisław Rybarczyk sang bei dieser Gelegenheit zum ersten Mal. Unter den Anwesenden waren Jerzy Buzek, der ehemalige polnische Ministerpräsident, und Bogdan Zdrojewski, Breslaus ehemaliger Bürgermeister. Es war der Höhepunkt des Kampfes um die Rückforderung und Rettung der Synagoge, angeführt von Michael Schudrich, Oberrabbiner von Polen, Jerzy Kichler, ehemaliger Vorsitzenden der jüdischen Gemeinde Breslaus und des Verbandes der jüdischen Glaubensgemeinden in Polen. Jerzy Kichlers Beitrag und Engagement für die grundlegende Sanierung des Gebäudes waren entscheidend. Seine Arbeit wurde zusammen mit David Ringel und Anatol Kaszen von den nachfolgenden Leitern der jüdischen Gemeinschaft, Ignacy Einhorn und seinem Stellvertreter Klara Kołodziejska, sowie Karol Lewkowicz und Józef Kożuch fortgesetzt.

### Die Bente Kahan Stiftung
Am 7. Mai 2005 wurde auf Initiative von Bente Kahan, einer norwegisch-jüdischen Künstlerin, in der Synagoge zum Weißen Storch das Zentrum für jüdische Bildung und Kultur in Breslau eröffnet. Ein Jahr später gründete Bente Kahan zusammen mit Maciej Sygit, einem sozial engagierten lokalen Unternehmer, die Bente Kahan Stiftung. Die Stiftung hat sich mit der jüdischen Gemeinde und der Stadt Breslau sowie dem Verband der Jüdischen Glaubensgemeinden in Polen zusammengetan, um die Synagoge zum Weißen Storch zu restaurieren. Der weitere Wiederaufbau wurde mit finanzieller Unterstützung der Stadt Wrocław durchgeführt. Von 2006 an leitet die Bente Kahan Stiftung die Restaurierungsarbeiten, die 2010 mit der feierlichen Wiedereröffnung der Synagoge abgeschlossen wurden. Im Jahr 2008 erhielt die Bente Kahan Stiftung einen Zuschuss des Europäischen Wirtschaftsraums (Island, Liechtenstein und Norwegen), um die Restaurierung des historischen Gebäudes und des umliegenden Innenhofs abzuschließen.
Das 2018 durch die Bente Kahan Stiftung restaurierte rituelle Bad (Mikwe) ist einzigartig und wird durch die Mitglieder der jüdischen Gemeinde wieder genutzt. Die Mikwe ist auch für Touristen zugänglich. Sie bietet neben Wechselausstellungen die Dauerausstellung Jüdischer Lebenszyklus, die über Rituale, Feiertage und den jüdischen Kalender informiert, und dient als besonderer Veranstaltungsort für Performances und Konzerte. Das neue Kellergeschoss bietet Platz für Ausstellungen und Workshops, die von der Bente Kahan Stiftung angeboten und kuratiert werden.
Im Oktober 2019 wurde Bente Kahan mit dem Internationalen Brückepreis für ihre Arbeit ausgezeichnet. „Wenn wir unsere Geschichte im Jahr 2019 erzählen, also 80 Jahre nach dem Ende des zweiten Weltkriegs, ist es an der Zeit nicht mehr zu sagen wir und die, sondern uns, unser gemeinsames Erbe“ (Auszug aus der Dankesrede Bente Kahans – Brückepreis 2019). Die Verleiher begründeten ihre Entscheidung wie folgt: „Durch ihr künstlerisches Schaffen, ihr Engagement und ihren Lebensweg sowie ihre persönliche Ausstrahlung stellt Bente Kahan eine Klammer dar, die viele Facetten europäischer Kultur, Religionen, Ethnien und Strömungen – darunter zentripetale Elemente, die aktuell an Präsenz und Wahrnehmung zunehmen – miteinander zu vereinen und zu versöhnen vermag. In diesem Sinne ist sie eine der exponierten Brückenbauerinnen in Europa.“ (Prof. Dr. Willi Xylander, Präsident der Gesellschaft zur Verleihung des Internationalen Brückepreises für das Jahr 2019).
Seit 2005 finden rund um den 9. November die von der Stiftung ins Leben gerufenen Tage des gegenseitigen Respekts statt. Zahlreiche Veranstaltungen, Vorträge, Workshops und Konzerte reihen sich hier um den Marsch des gegenseitigen Respekts. Der Marsch gedenkt der Zerstörung des jüdischen Erbes in der Nacht des 9. Novembers 1938. Er führt vom Vorplatz der Synagoge zum Weißen Storch zur Gedenktafel am Ort der Neuen Synagoge am Anger, die in der Pogromnacht vollständig ausbrannte. (Lange glaubte man, die Neue Synagoge sei restlos zerstört worden, doch stieß man vor einigen Jahren auf Überreste der Grundmauern. 2019 entstanden ambitionierte und visionäre Projekte, um die Neue Synagoge als 3-D-Modell wieder auferstehen zu lassen. Die Architektur wird mittels Augmented Reality auf dem Smartphone zugänglich.)

### Restaurierung der Mikwe
Vor dem Krieg gab es in ganz Breslau zahlreiche Mikwen (Ritualbäder), einige sogar in Privathäusern. 1901 wurde die Mikwe neben der Synagoge in der Wallstraße (heute ul. Pawła Włodkowica 9) gebaut. Sie überlebte den Ersten Weltkrieg in einem recht gutem Zustand. Zusammen mit anderen Gebäuden der jüdischen Gemeinde und der Synagoge zum Weißen Storch wurde sie ab 1945 wieder von Juden genutzt. Sie diente der Gemeinde bis etwa 1968 und wurde dann von den kommunistischen Behörden beschlagnahmt, ebenso wie die Synagoge selbst. Mit der Zeit verwahrloste die Mikwe und diente irgendwann sogar als Abwasserkanal für die darüberliegenden Wohnungen des Gebäudes.

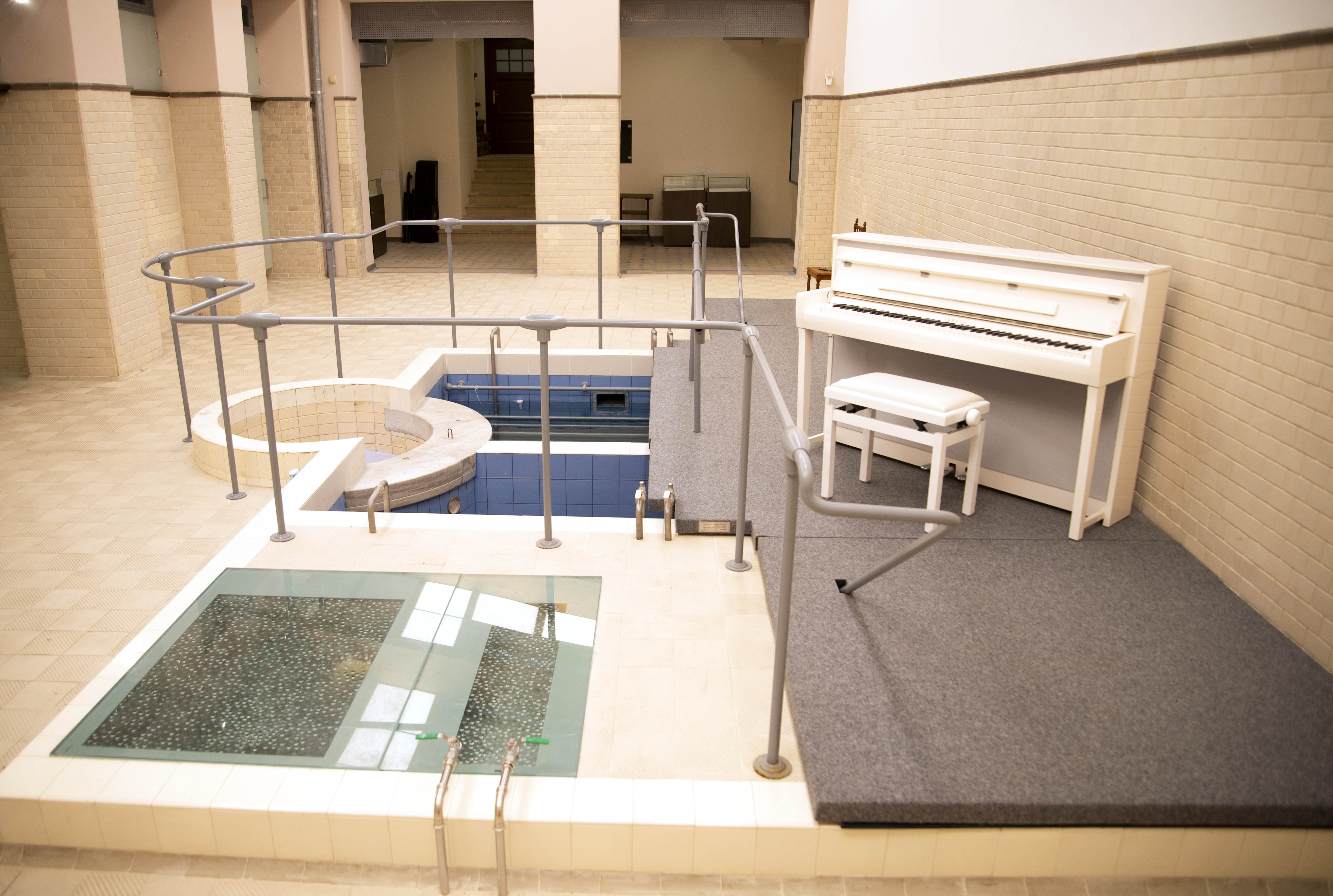
Restaurierte Mikwe mit Bühne und Piano

Die Mikwe wurde 1997 an die jüdische Gemeinde von Breslau zurückgegeben. 2011 finanzierte die Stadt Breslau den Wiederaufbau des Daches und des Wasserbeckens. Im Jahr 2017 startete die Bente Kahan Stiftung mit Mitteln des Europäischen Fonds für regionale Entwicklung, der Stadt Breslau und der Deutsch-Polnischen Stiftung Kulturpflege und Denkmalschutz die Restaurierungsarbeiten am Kulturerbe.
Die vollständig restaurierte historische Mikwe wurde am 13. Oktober 2018 wiedereröffnet und dient sowohl als rituelles Bad für die jüdische Gemeinde Breslaus als auch als öffentlicher Raum, der die Multimedia-Ausstellung Jüdischer Lebenszyklus präsentiert. Die Ausstellung bietet auf einem Touch Screen Einblicke in den Aufbau der Mikwe, jüdische Feiertage und den jüdischen Kalender.

### Restaurierung der Schul

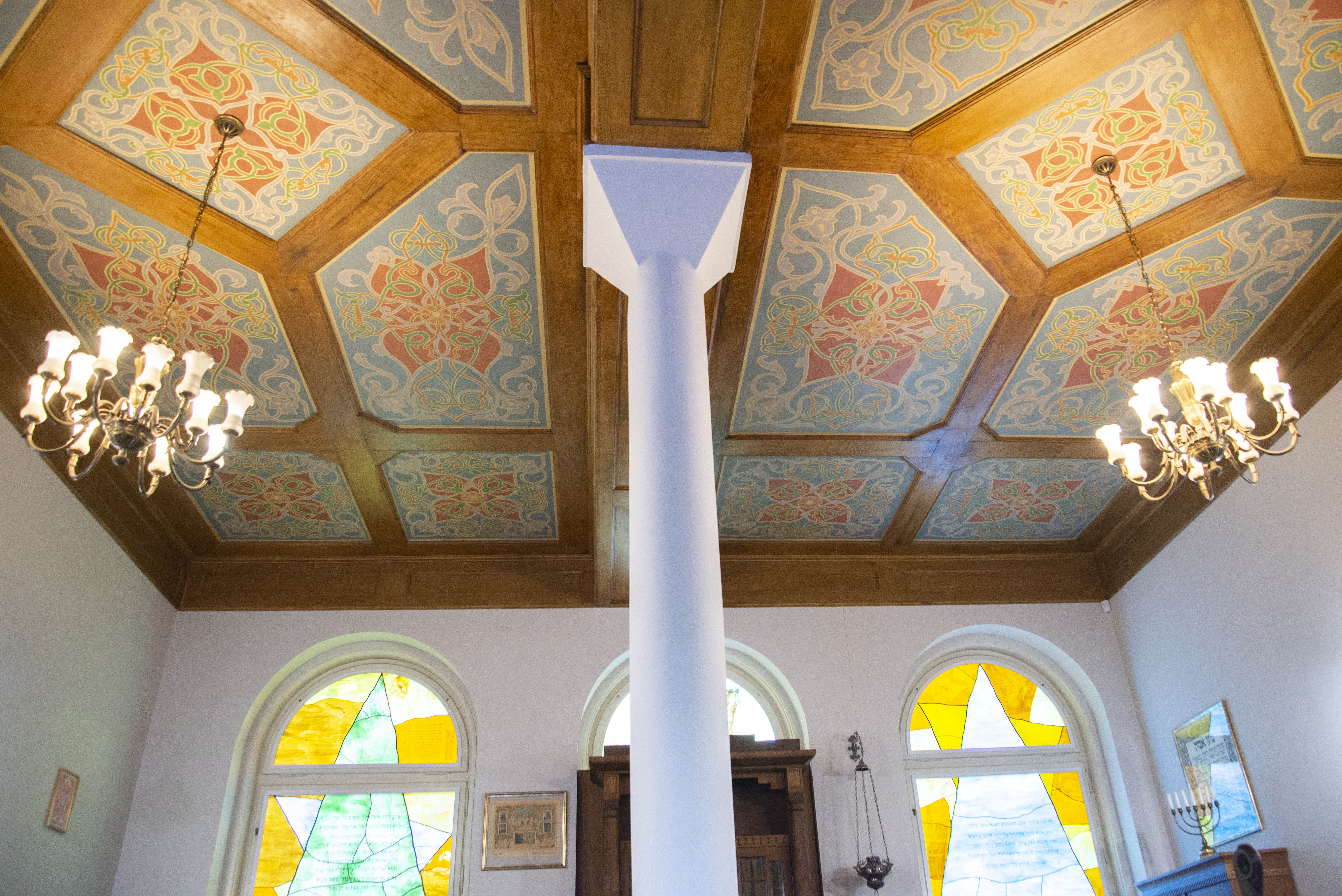
Restaurierte Schul (kleine Synagoge)

Die Synagoge zum Weißen Storch wird nur an den jüdischen Hohen Feiertagen (Rosch ha-Schana bis Jom Kippur) von den Gläubigen als Gebetshaus genutzt. Sie dient einerseits als religiöser Ort für die jüdische Gemeinde, andererseits als Ort für Ausstellungen und kulturellen Austausch. Sie öffnet sich somit in besonderer Weise allen interessierten Menschen, unabhängig von Glaube und Herkunft. Im Alltag dient ein kleinerer Synagogenraum, die Schul, die an die Synagoge zum Weißen Storch angebaut ist, der jüdischen Gemeinde als Gebetsraum. Im Jahr 2018 wurde die Schul sorgsam restauriert und ist jetzt das Herzstück der jüdischen Gemeinde.

## Architektur

Synagoge zum Weißen Storch im Dezember 2019

Die Synagoge wurde vom deutschen Architekten und preußischen Baurat Carl Ferdinand Langhans entworfen, der sich vom schlesisch-preußischen Sakralbaustil des 18. Jahrhunderts (Klassizismus) inspirieren ließ. Er war der Sohn des schlesisch-preußischen Architekten Carl Gotthard Langhans, dem Baumeister des Brandenburger Tores in Berlin. Die erste dekorative Ausmalung des Gebäudes stammt von Raphael Biow und seinem Sohn Hermann. Eine Zeitlang wurde ihm auch die Autorenschaft für den Entwurf der Synagoge zugeschrieben.
Das massive, geostete, einräumige Synagogengebäude wurde als längliches Rechteck im klassizistischen Stil mit Elementen römischer Architektur errichtet. Nur die östlichen und südlichen Fassaden erhielten einen reichen architektonischen Schmuck, dessen Kompositionselemente aus zwei flachen Risaliten mit korinthischen Pilasterportalen und hohen Bogenfenstern bestehen, die mit Dreiecksgiebeln bekrönt sind. Das Ganze wird von einem abgeflachten, gebrochenen Dach abgeschlossen, das mit einem blinden Dachboden versehen ist, über dem sich eine achteckige Ampel mit einer Haube erhebt.
Der Hauptgebetsraum, der zur Straße abgesenkt ist, wird von einem Troggewölbe überspannt. Auf drei Seiten wird der Innenraum von zweigeschossigen, neoromanische Eisenbeton-Emporen für Frauen aus dem Jahr 1905 umgeben. Sie ersetzten die früheren Holzemporen, die von 12 Säulen und Wandpfeilern getragen wurden. Zu den Emporen führen Außentreppen aus dem Jahr 1872, die sich an der West- und Südseite befinden.
An der Ostwand, unter einem monumentalen Bogen, befindet sich ein reich verzierter Torahschrein (Aron ha-Kodesch), über dem sich ein Rundfenster (Oculus) befindet. Er wird von vier Säulen an den Seiten eingerahmt. Viele Jahre lang wurden die Überreste des zerstörten Schreins im Historischen Museum in Wrocław aufbewahrt. Der Aron ha-Kodesch wurde ursprünglich über eine Treppe erreicht, in deren Mitte ein Lesepult (Bima) stand.

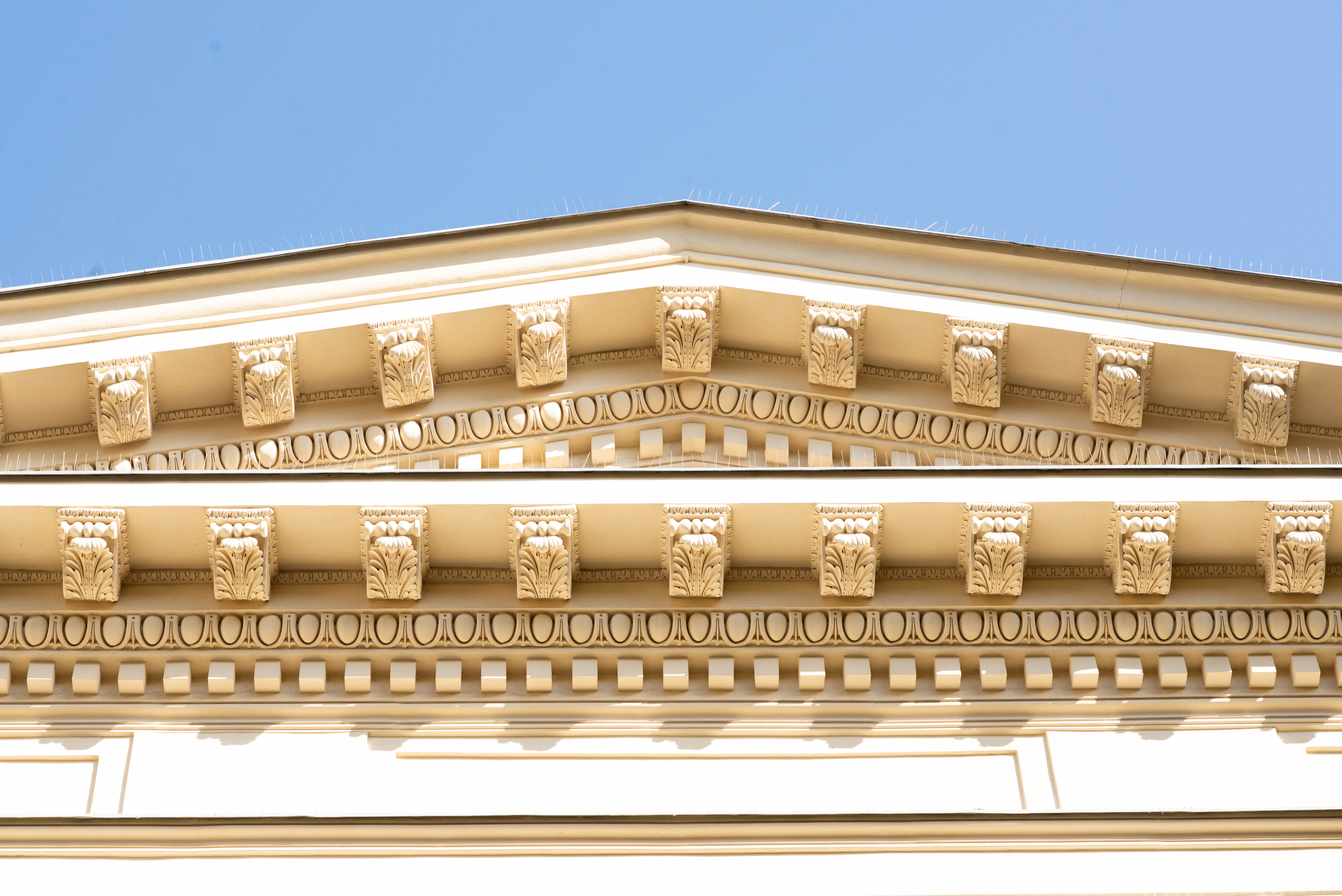
Synagoge zum Weißen Storch

Bis 1872 wurde der Eingang an der Südwand nur während der jüdischen Hohen Feiertage (Rosch ha-Schana bis Jom Kippur) genutzt. Ihm gingen Stufen voraus, die von zwei Laternen flankiert wurden, und darüber befand sich eine Tafel mit einer unbekannten hebräischen Inschrift. Ursprünglich befanden sich die Haupteingänge an der Westwand, zentral für die Männer und zwei Nebeneingänge für die Frauen.
Die Synagoge ist ein Gebäude von historischem Wert. Sie wurde am 30. Dezember 1970 als Immobilie in das nationale polnische Denkmalschutzregister unter der Nummer 203 eingetragen.